# Caroline Schytte Jensen
Caroline Mathilde Schytte Jensen, född den 1 mars 1848 i Fredrikshald, död den 24 september 1935 i Oslo, var en norsk kompositör och författare känd för sina barnvisor. Hon var mor till författaren Gabriel Scott.
Schytte Jensen skrev omkring 200 sånger för barn och vuxna, bland andra de populära "Ride ride ranke" och "Venter på far"; den sistnämnda skrev hon och hennes make, teologen Svend Holst Jensen, efter en skotsk melodi. Hon gav också ut Kokebok for by og land (1910).